# Murovdağ
Murovdağ är en bergskedja i Azerbajdzjan. Den ligger i den västra delen av landet, 300 km väster om huvudstaden Baku.
Trakten runt Murovdağ består i huvudsak av gräsmarker. Runt Murovdağ är det ganska glesbefolkat, med 32 invånare per kvadratkilometer.